# 페이지랭크

페이지 랭크 알고리즘 개념도

페이지랭크(PageRank)는 월드 와이드 웹과 같은 하이퍼링크 구조를 가지는 문서에 상대적 중요도에 따라 가중치를 부여하는 방법으로, 웹사이트 페이지의 중요도를 측정하기 위해 구글 검색에 쓰이는 알고리즘이다. 이 알고리즘은 서로간에 인용과 참조로 연결된 임의의 묶음에 적용할 수 있다.
페이지랭크는 스탠퍼드 대학교에 재학 중이던 래리 페이지와 세르게이 브린이 새로운 검색 엔진에 대한 연구 기획의 일부로 개발한 것이다. 이 기획은 1995년 시작되어, 1998년 구글이라 불리는 시범 서비스로 발전하였다. 페이지와 브린은 페이지랭크에 기반한 검색 기술을 바탕으로 구글 사를 설립하였다.

## 알고리즘 설명
페이지 랭크는 더 중요한 페이지는 더 많은 다른 사이트로부터 링크를 받는다는 관찰에 기초하고 있다. 예를 들어 페이지 A가 페이지 B,C,D 로 총 3개의 링크를 걸었다면 B는 A의 페이지 랭크 값의 {\displaystyle 1 \over 3} 만큼을 가져온다.
또한 페이지 랭크에서는 랜덤 서퍼(Random Surfer)라는 페이지를 임의로 방문하며 탐색하는 모델을 가정한다. 이 모델에서는 위 예의 A페이지를 방문한 서퍼는 A페이지를 보고 만족하여 탐색을 중단하거나, 혹은 A페이지에서 만족하지 못하여 다른 페이지를 방문할 것이다. 이러한 확률(Damping Factor)을 {\displaystyle \alpha }라 한다면, B페이지는 {\displaystyle \alpha *{1 \over 3}}만큼 페이지 랭크를 받게 된다.
페이지 랭크는 이와 같은 방법을 통해 페이지간 페이지 랭크 값을 주고 받는 것을 반복하다보면, 전체 웹 페이지가 특정한 페이지 랭크 값을 수렴한다는 사실을 통해 각 페이지의 최종 페이지 랭크를 계산한다.
이 과정에서 구글 행렬(Google matrix)이 사용된다.

## 같이 보기
- 체이랭크 (CheiRank)